# Nawidemak
Nauidemaque (Nawidemak) era uma candace de Cuxe que governou no início do século I a.C. ou do I d.C.. Ela é conhecida a partir do relevo da parede da sua câmara mortuária, bem como através de uma placa de ouro. Ela também pode ter sido um dos candaces mencionados no Novo Testamento da Bíblia.

## Biografia
Nauidemaque foi uma governante do Reino de Cuxe, seja a partir do século I a.C., ou no século I. Ela é conhecida a partir relevo da parede da sua câmara funerária em Meroé, que a mostra usando um casaco real, uma faixa e um cordão de seda; esses elementos são mais comummente mostrados com os governantes masculinos de Cuxe. Tanto o nó de fixação no seu casaco, como o do cabo, apresentam um animal, que é outro símbolo da realeza. Este símbolo faz a sua última aparição no relevo de Nauidemaque, tendo sido usado em projetos do estado desde o século III a.C.. No relevo, ela usa a coroa de Osíris na cabeça.
Na parede norte da câmara, Nauidemaque é mostrada com uma saia longa e seios nus, simbolizando a sua fertilidade e como mãe de outro governante.  ma tabuleta de ouro que se refere à Nauidemaque está incluída na coleção do Allen Memorial Art Museum, em Oberlin, Ohio.
Nauidemaque é a quarta em sucessão de mulheres governantes de Cuxe, conhecidos como os Candaces. Esses governantes são mencionados no Novo Testamento da Bíblia, sem diferenciação entre eles. Com base na ideia de que ela governou durante o século I, Nauidemaque é considerada a Candace referida no oitavo capítulo do Ato dos Apóstolos, cujo tesoureiro foi convertido ao cristianismo por Filipe, o evangelista.